# Vetrata

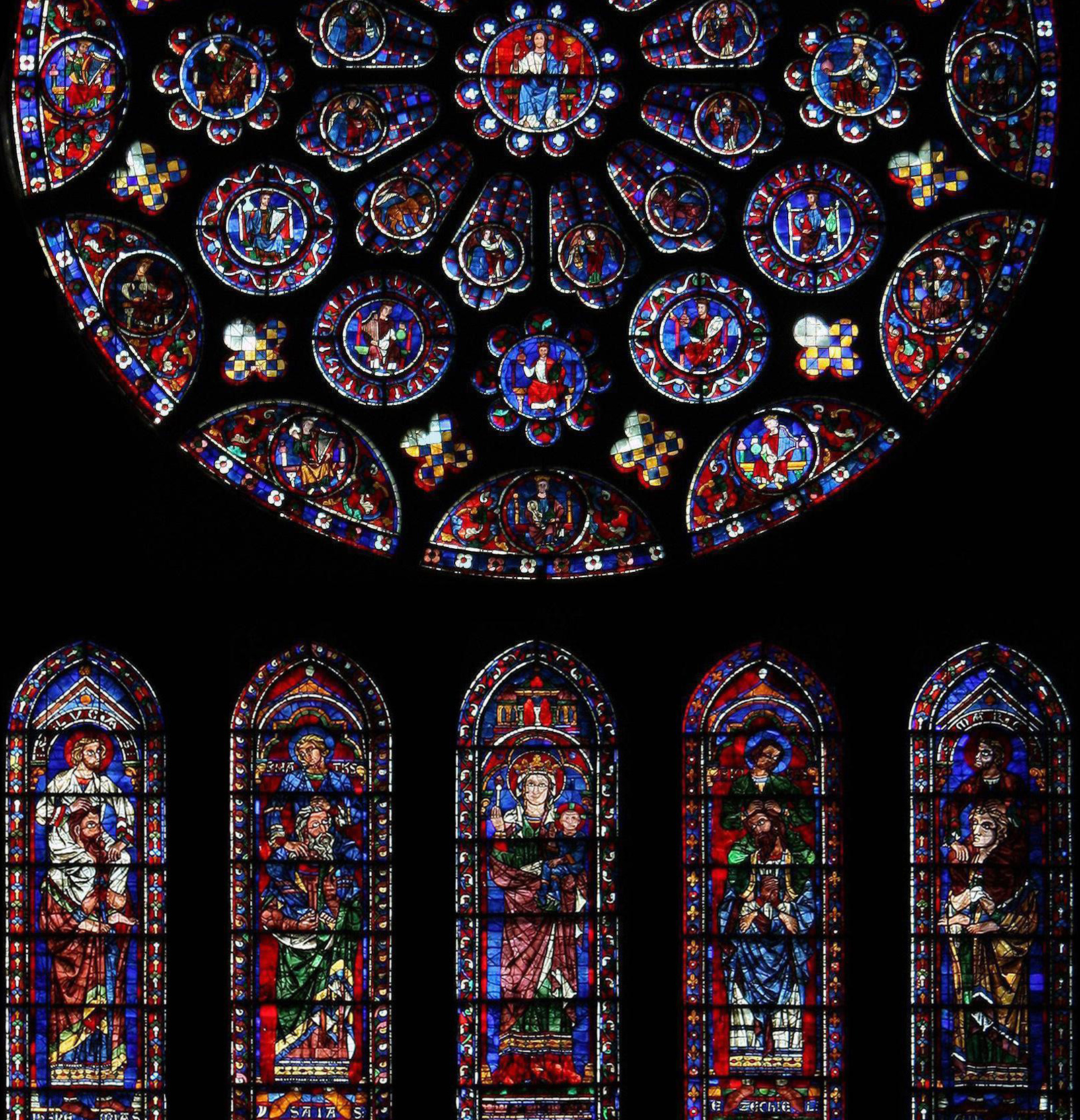
Particolare delle vetrate della Cattedrale di Chartres.

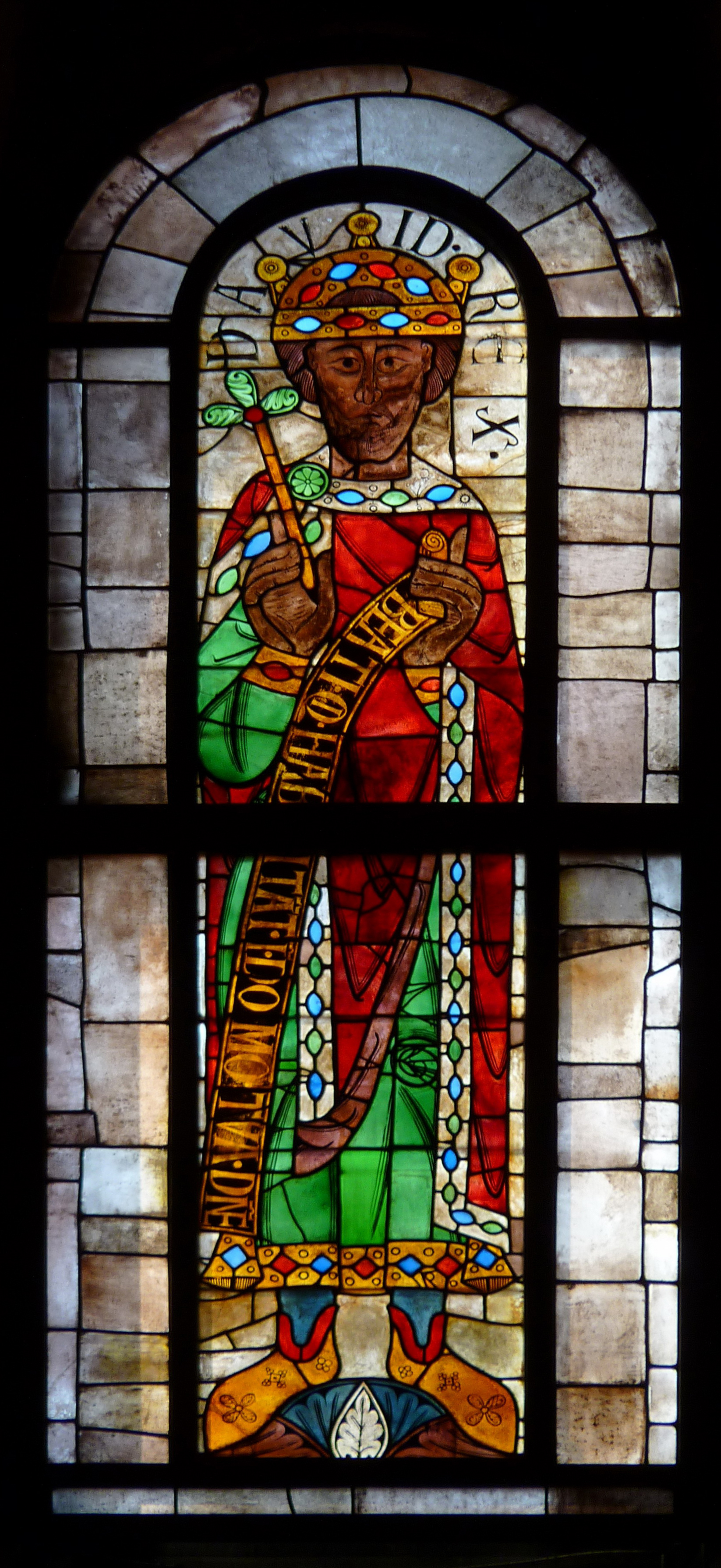
Vetrata di re David nel duomo di Augusta in Germania, del 1130 circa

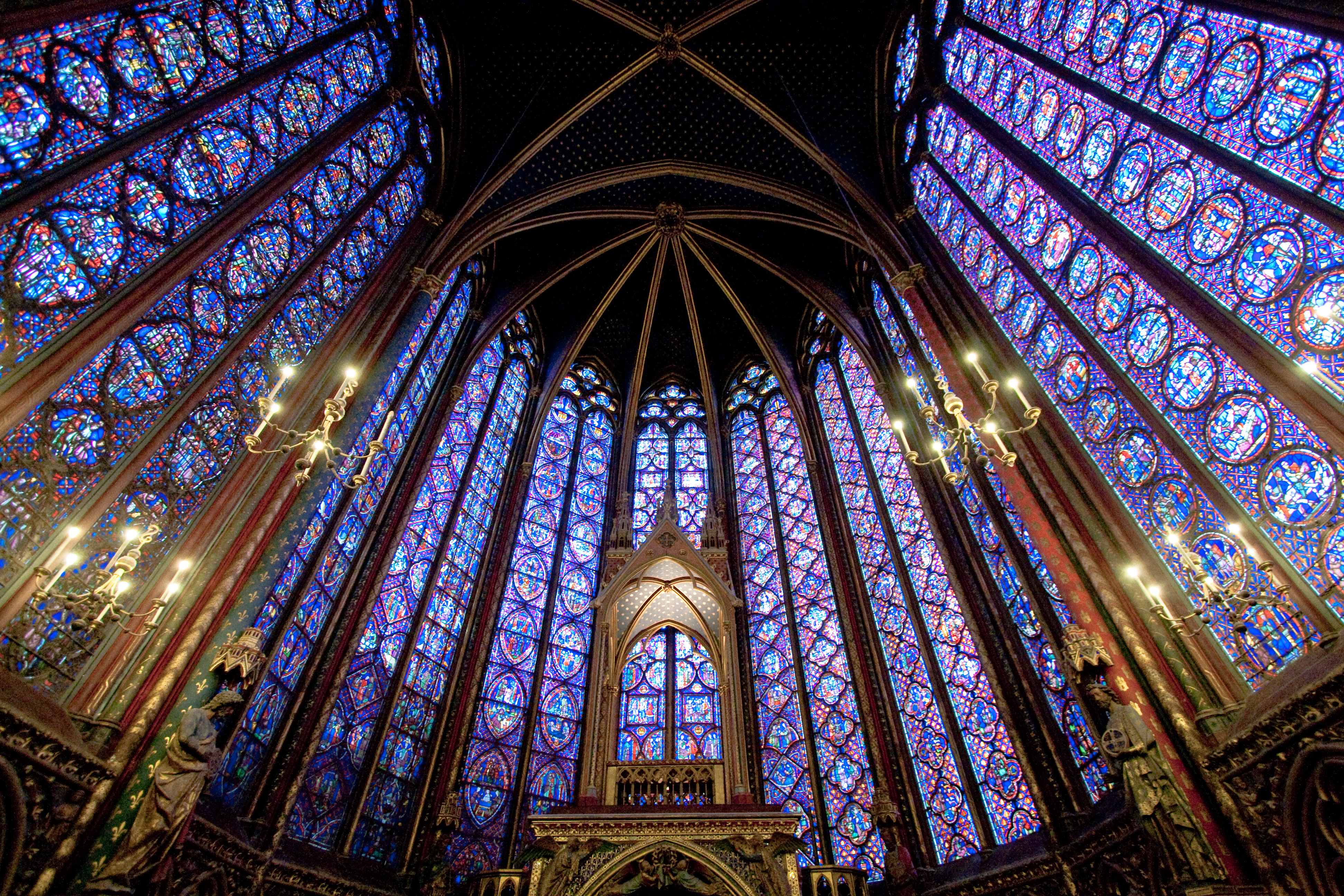
Il ciclo di vetrate della Sainte-Chapelle di Parigi.

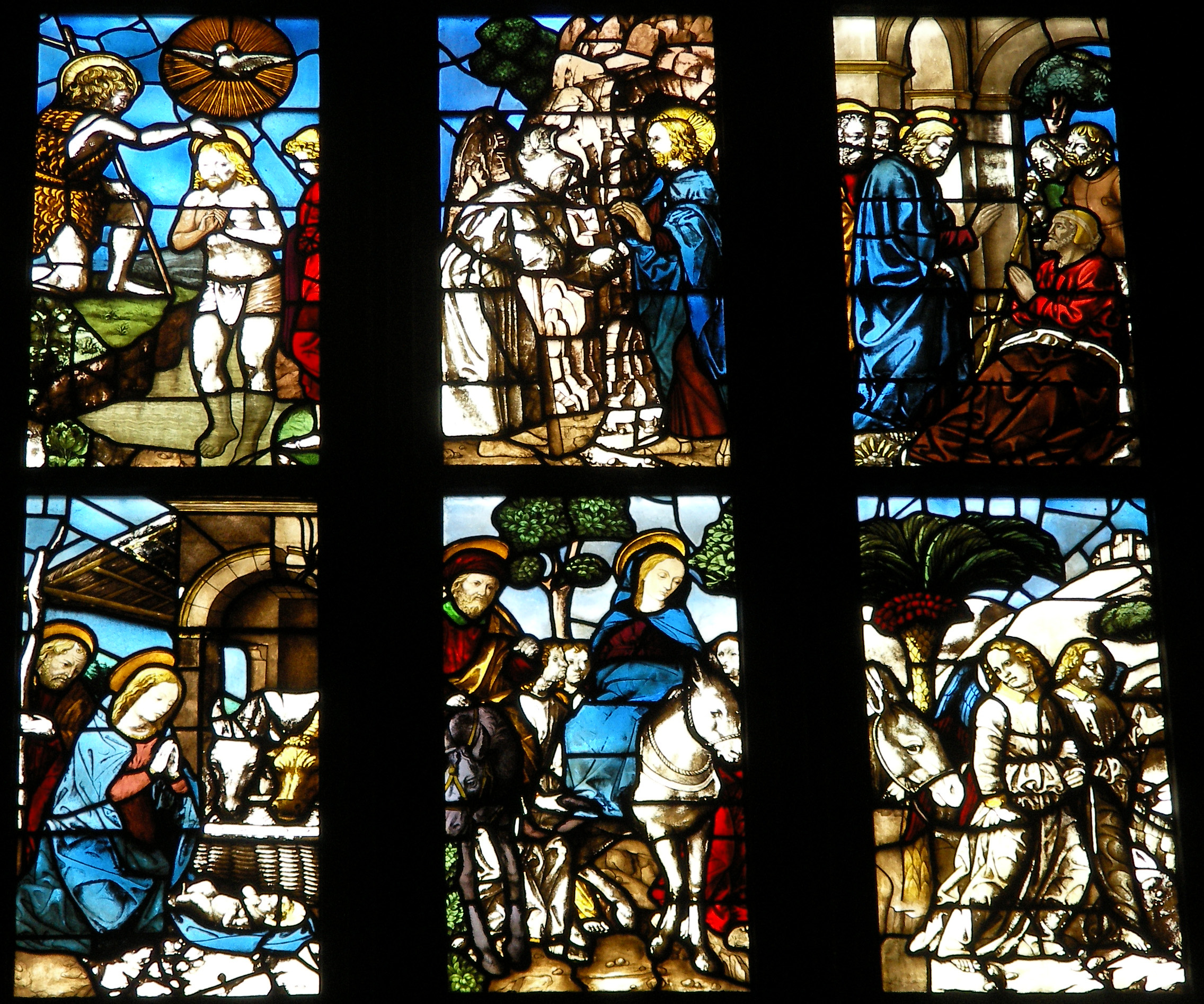
Particolare di alcune icone delle vetrate decorate del Duomo di Milano.

La vetrata è un insieme di tessere di vetro di diversi colori e a differenti gradi di opacità, montate su intelaiatura di legno o di metallo. Viene usata per sigillare ed eventualmente decorare finestre o altro genere di aperture nelle pareti. Può avere funzione di parete divisoria. La tecnica utilizzata con intento decorativo è la pittura del vetro.

## Tecnica di costruzione
Sull'intelaiatura vengono montate le tessere di vetro: può trattarsi di vetro di crogiolo, la cui colorazione è ottenuta aggiungendo ruggine, cobalto o rame alle componenti di base (ossido di calcio e carbonato di potassio) o di vetro placcato (cioè vetro in più stratificazioni, per ottenere varie gradazioni di colore). Inizialmente, l'artefice appronta un cartone preparatorio. Su questa base, vengono tagliate le lastre, anticamente con l'aiuto di un ferro incandescente, poi con una punta di diamante (a partire dal XV secolo) e, attualmente, usando un tagliavetro munito di una rotellina di carburo di tungsteno autolubrificata con olio minerale. Le diverse lastre vengono montate su una griglia provvisoria ed eventualmente pitturate con l'utilizzo di grisaille, fissata poi con una cottura a temperature elevate. A questo punto, le lastre vengono unite con l'utilizzo di profilati di piombo e montate sull'intelaiatura.

## Tecniche moderne e contemporanee
Nel corso degli ultimi due secoli l'evoluzione delle tecniche di lavorazione del vetro, la ricerca plastica di numerosi artisti e il variare degli stili architettonici hanno prodotto nuovi tipi di vetrate, destinate agli stessi usi di quelle tradizionali rilegate a piombo. Le principali sono:
- la dalle de verre, montaggio di vetri colorati di forte spessore (2,5 cm) a mezzo di cemento o resina.
- il metodo detto "Tiffany", vetrata dove ogni tassello di vetro è coperto da un fine nastro di rame che permette di saldare insieme i pezzi.
- la vetrofusione o fusing, tecnica che permette di fondere insieme vetri di diverse colorazioni.

## Storia
Le vetrate esistono fin dall'epoca romana e si sono evolute nei secoli seguenti grazie alle tecniche di lavorazione del vetro.

### Origini delle vetrate
Con la scoperta della soffiatura a stampo intorno al 25 d.C. e il conseguente crollo del prezzo del vetro, nell'Impero romano si diffuse l'uso di decorare in maniera da attirare bellezza,gli edifici pubblici e le ville più prestigiose con vetri molto colorati montati su telai di legno o di metallo. Di queste prime vetrate, cui fa cenno più volte Plinio il Giovane nelle sue lettere, nulla ci resta. 
Sotto Ottaviano Augusto, la produzione del vetro divenne una vera e propria industria. I primi visitatori della città di Pompei ebbero modo di osservare vetri ancora collocati nei telai delle finestre di edifici pubblici e abitazioni private. Seneca considerava recente l'uso di applicare lastre di vetro alle finestre.
Con la decadenza economica del V secolo, la produzione di vetrate cessa in Italia, mentre continua nei paesi del Nord Europa e nel Medio Oriente. Nel V secolo il vescovo Sidonio Apollinare descrive le vetrate della Basilica dei Maccabei a Lione. 

### Medioevo
Alcuni frammenti di vetri da finestra colorati e pani di vetro, risalenti alla fine del X e ai primi decenni dell'XI secolo, furono rinvenuti durante gli scavi archeologici effettuati tra il 1972 e il 1978 all'interno della Torre Civica a fianco del duomo di Pavia, si tratterebbe di una delle prime attestazioni in Occidente dell'uso di vetrate policrome, anche se le più antiche vetrate in situ ancora integre si trovano nella cattedrale di Augusta in Germania (del 1130 circa).  Si tratta di cinque figure dell'antico testamento (Mosè, Davide, Daniele, Osea e Giona), opera di Peter Hemmel di Andau, uniche rimaste di una serie più numerosa. Sono opere tutt'altro che primitive, che testimoniano una perfetta maturità tecnica e la conoscenza della pittura su vetro. La medesima abilità si riscontra nell'abbazia di Tegernsee, dove fiorì un importante laboratorio di vetrate, il cui influsso si estese in tutta la Baviera, superandone i confini verso est.
A partire da quest'epoca le testimonianze di vetrate romaniche (di tema religioso, dai colori chiari, a pezzi grandi) si fanno sempre più numerose. Un altro esempio molto antico ancora in situ sono le vetrate della navata romanica della cattedrale San Giuliano di Le Mans in Francia occidentale, i cui fragmenti più antichi risalirebbero al 1120-1130 circa (parte centrale dellL'Ascensione di Cristo).
È stata invece datata alla metà dell'XI secolo la Testa di Lorsch, ricomposizione di frammenti di una vetrata scoperti nel 1943 sito dell'abbazia di Lorsch. Il cosiddetto Cristo di Wissembourg, altro celebre frammento di vetrata medievale, risalirebbe ad almeno un secolo dopo, alla metà del XII secolo.
Pur diffusa in epoca romanica, questa tecnica costruttiva e decorativa raggiunse il suo apogeo con l'architettura gotica (soprattutto a motivo dello sviluppo tecnologico in termini di statica che questa architettura portò con sé), divenendone generalizzato l'uso nel secolo XIII.
Rispetto alla vetrata romanica i colori sono più scuri, i pezzi di vetro più piccoli, i soggetti si moltiplicano e comprendono più scene per finestra. Famose in tutto il mondo sono le vetrate della cattedrale di Chartres: eseguite fra il 1150 e il 1240 occupano una superficie complessiva di circa 7000 metri quadrati, per un totale di 176 finestre. Di grande interesse anche la cattedrale di Notre Dame e la Sainte-Chapelle a Parigi, dove la vetrata gotica incontra la sua massima espressione. La Francia è tuttora il paese che conserva il più gran numero di vetrate medievali nelle sue chiese, soprattutto nella Francia settentrionale. 
In Italia invece l'uso di decorare le finestre delle chiese con vetrate figurative è un fenomeno di importazione, giunto attraverso l'affermarsi dello stile gotico. Per la realizzazione delle vetrate del Duomo di Milano, uno dei maggiori cicli esistenti in Italia, molti maestri vetrai furono fatti venire dalla Germania e dai paesi fiamminghi. Una vetrata autoctona è quella veneziana a rulli (dischi di vetro soffiato di circa 10 cm di diametro), montati a piombo, presente in molti edifici pubblici e chiese, soprattutto nell'Italia settentrionale.

### Dal Rinascimento all'Ottocento

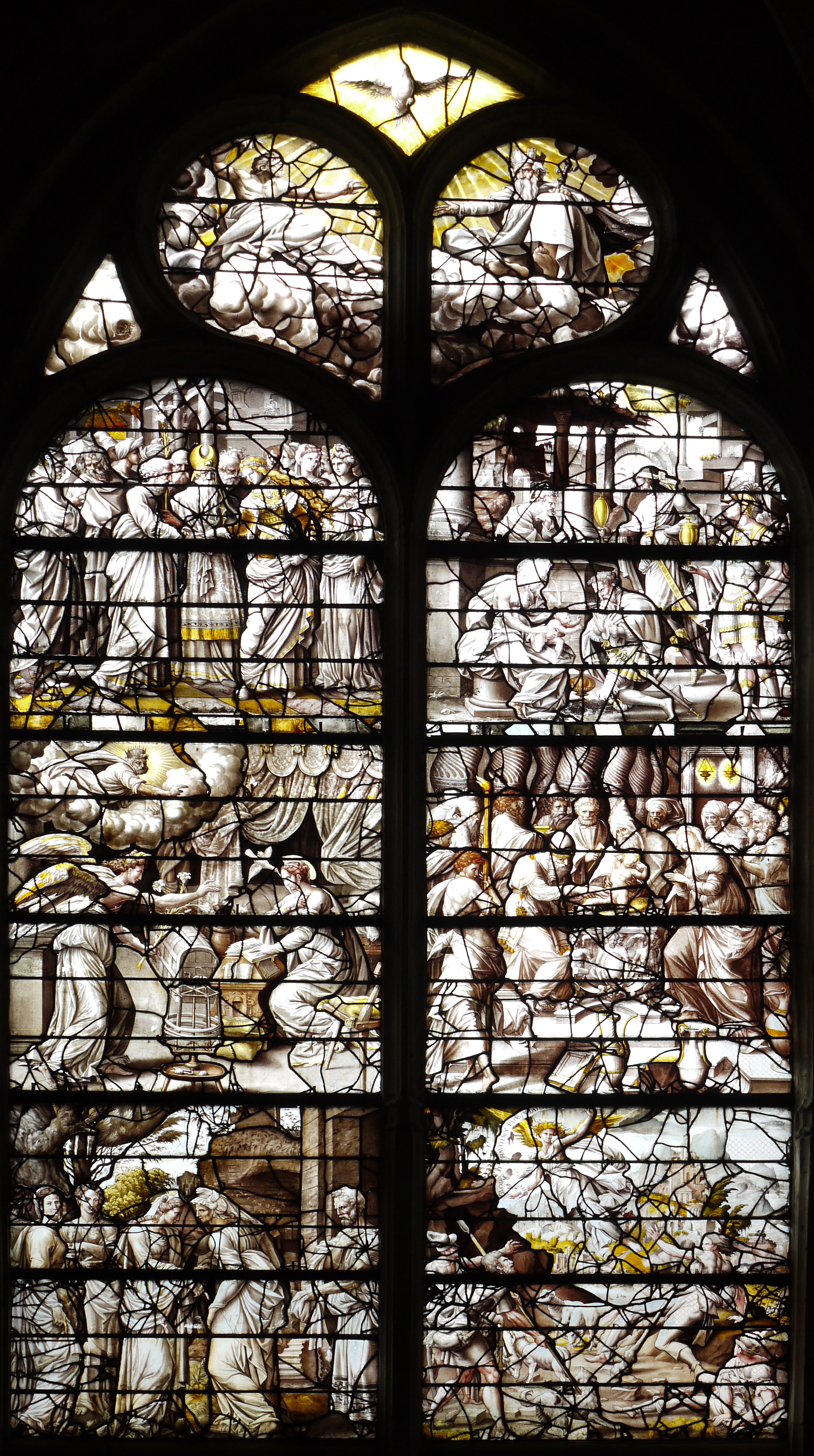
Vetrata in grisaglia con Scene della vita di Maria e di Gesù Cristo, 1545, Gisors (Francia), collegiata di Saint-Gervais-Saint-Protais

Col prevalere dello stile rinascimentale, più sensibile alle rese prospettiche e ai volumi, la vetrata si adattò facendo sempre più uso della pittura. Una delle tecniche che iniziano a prendere piede in questo periodo è la grisaglia, utilizzata a partire dal XV secolo. Si tratta di uno smalto composto da ossido di rame e da un fondente utilizzato per realizzare sfumature e dare corpo a figure e decorazioni. Molte vetrate sono realizzate nel nord e certe zone del sud della Francia (in particolare in Normandia e Champagne), nelle Fiandre e i Paesi Bassi (si puo' citare l'attività di Dirck Crabeth), in Germania e Svizzera ma anche se più raramente in Spagna e in Italia. In Italia, si puo' citare l'attività del francese Guillaume de Marcillat nelle chiese di Arezzo negli anni 1510-1520. In Svizzera si sviluppa l'uso di vetrate domestiche, di piccole dimensioni a soggetto profano e spesso dipinte almeno in parte in grisaglia, un'usanza che si diffonde poi anche in Germania, nelle Fiandre e in Francia.
Con l'avvento del protestantesimo (e la conseguente iconoclastia) e della Controriforma inizia per le vetrate un periodo di declino. A partire dalla Svizzera si diffonde l'uso di piccoli pannelli decorativi di carattere laico, soprattutto stemmi, che ornano le finestre delle case. L'uso del diamante al posto del ferro arroventato permette tagli più arditi. Ma con il passare degli anni si assiste a una perdita di originalità.
Nel periodo barocco l'interesse per la vetrata diminuisce ulteriormente: la conoscenza delle tecniche si è persa tanto che nessuno è più in grado di eseguire i restauri. Solo alla fine del XIX secolo in Inghilterra, grazie alla corrente del Neogotico, in particolare per interesse dei pittori inglesi William Morris e sir Edward Burne-Jones, e in Francia con i restauri dei grandi edifici gotici da metà dell'Ottocento in poi, rinasce l'interesse per le vetrate, ma per avere risultati di pregio bisognerà aspettare almeno un ventennio. In Inghilterra, si tratta di vetrate per lo più di carattere laico, che ornano gli edifici neogotici, in Francia invece molte chiese, antiche come nuove, ricevono vetrate in stile neogotico o in stile moderno ottocentesco.

### Art Nouveau ed epoca moderna

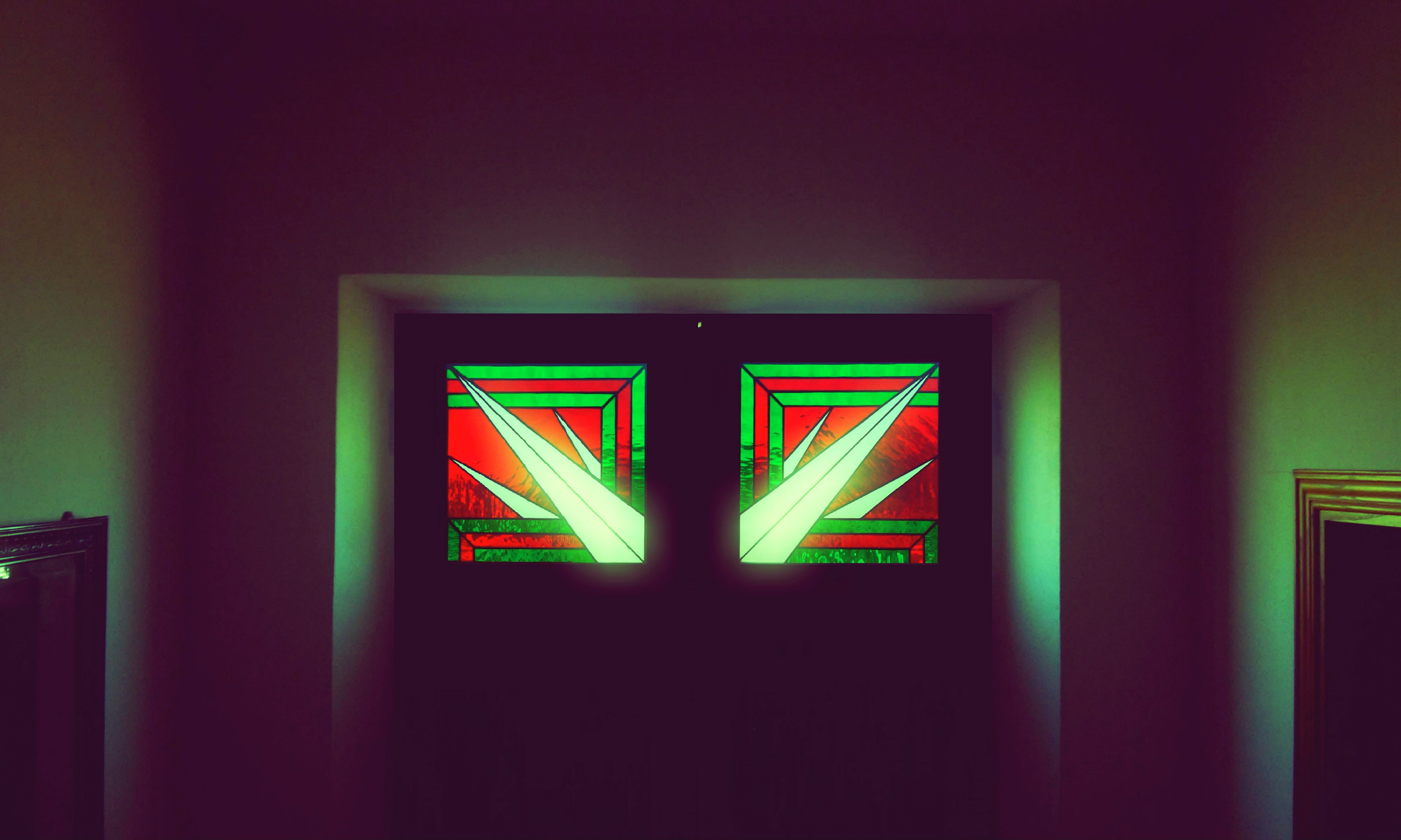
Arnaldo Dell'Ira (1903-1943). Due vetrate futuriste, c. 1930

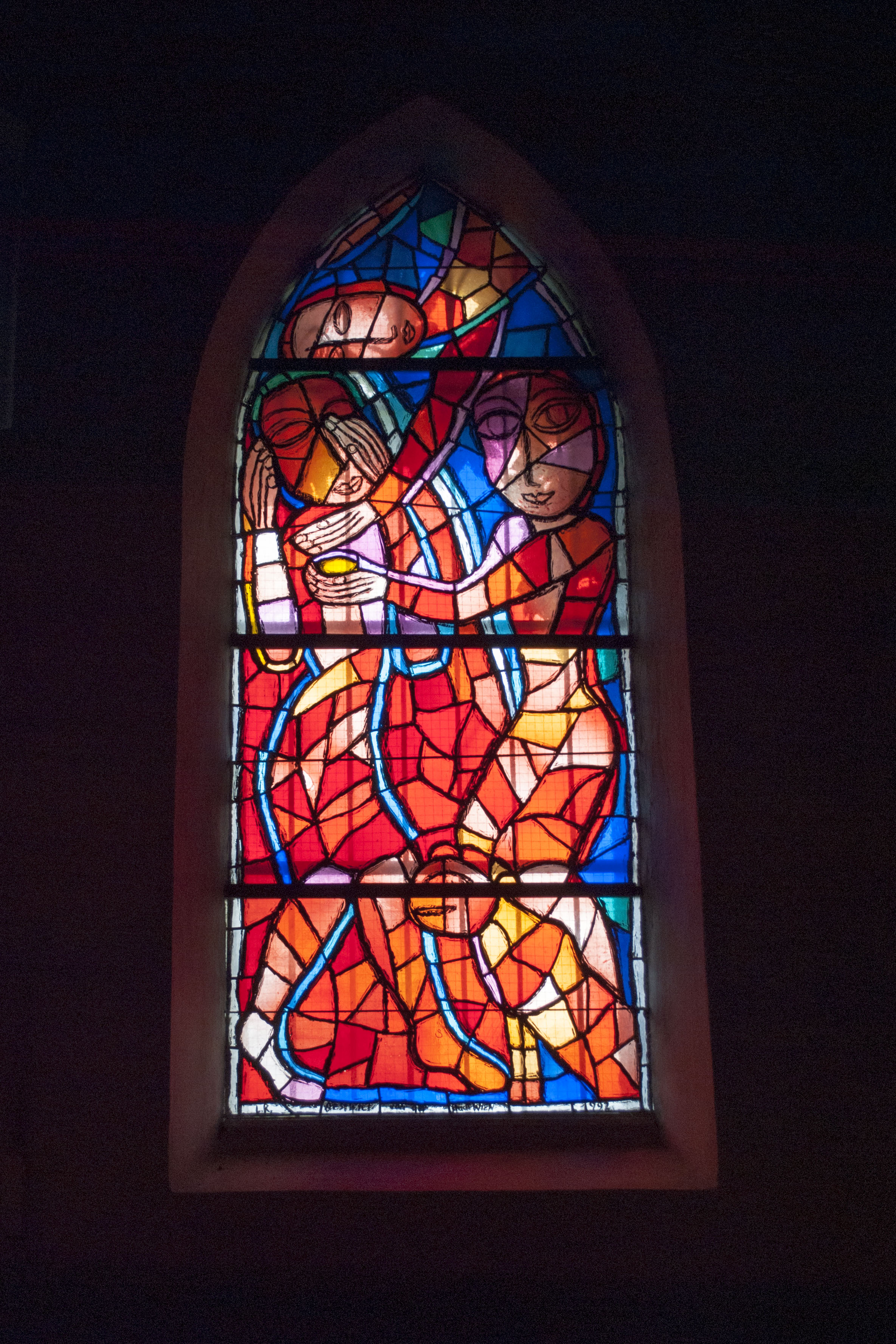
Una vetrata contemporanea alla Ruprechtskirche di Vienna

A Venezia a metà Ottocento il vetraio muranese Pietro Bigaglia adorna la sua casa con delle vetrate che alternano rulli filigranati di sua produzione a parti in vetro colorato e trasparente.
Con l'Art Nouveau e il Liberty, la vetrata ha il suo grande rilancio, sviluppando forme e cromatismi nuovi. Louis Comfort Tiffany rinnova profondamente la vetrata sia dal punto di vista iconografico che tecnico, introducendo l'uso di vetri opachi, fatti produrre da lui stesso, e sostituendo il profilato in piombo con un nastrino di rame. Artisti come Antoni Gaudí, Mackintosh e Frank Lloyd Wright ne rinnovano profondamente l'aspetto formale.
In Italia mentre la ditta Beltrami lavora a Milano, a Venezia Teodoro Wolf Ferrari e Vittorio Zecchin propongono vetrate svincolate dall'architettura, di piccola dimensione e di grande impatto decorativo.
Attualmente dopo una parziale decadenza nel secondo dopoguerra (in cui ci si occupa soprattutto di restauri), ha fatto seguito una rinascita, con innovazioni che riguardano sia il piano formale che quello tecnico. Ricordiamo solo Chagall, le Corbusier e Anzolo Fuga. Dopo decenni di arredamento spoglio e minimalista l'uso della vetrata come decoro della propria abitazione è in rapida espansione.